# LetterWise
LetterWise - это запатентованная клавиатура для интеллектуального ввода текста на портативных устройствах, разработанная Eatoni Ergonomics.

## Дизайн
В отличие от других систем интеллектуального ввода текста, LetterWise не зависит от словаря, позволяющего пользователю печатать что-либо, но с очень высокой эффективностью. Будучи очень простой в использовании системой, без тайм-аутов в стиле Multi-tap или ограничений словаря, ее руководство по эксплуатации состоит всего из одного предложения:
«Нажмите клавишу с нужной буквой, если она не появляется, нажимайте „Далее“ до тех пор, пока она не появится».

### Пример
Ввод слова sirs
Нажмите «7» один раз для «s»
Нажмите «4» один раз, затем «Далее» для «i»
Нажмите «7» один раз для «r»
Нажмите «7» один раз для «s»

## Требования к памяти/хранилищу
LetterWise встречался во многих системах с ограниченными ресурсами (например, беспроводные или спутниковые телефоны), где решения на основе словарей не подходят из-за ограничений памяти или хранения. В хранилище, которое обычно требуется для одной словарной базы данных (30–100 КБ), вы можете легко разместить базы данных LetterWise для 10–20 различных языков. Требования к ОЗУ одинаково низки, как правило, менее 2 КБ, имеется реализация для 200 байт доступной памяти.

## Китайский LetterWise
Китайский LetterWise - это, по сути, двухуровневая версия буквенного алфавита LetterWise, где вы вводите фонетические символы (например, пиньинь или бопомофо) на первом уровне, и они автоматически конвертируются в китайское письмо, для которого у вас есть ключ второго уровня (Next Hanzi).